# Baulandsteuer
Die Baulandsteuer, auch Grundsteuer C genannt, war eine in der Bundesrepublik Deutschland 1961 und 1962 erhobene Gemeindesteuer als Variante der Grundsteuer. Sie sollte der Verhinderung der Bodenspekulation und dem Schließen von Baulücken dienen. Auch nach ihrer Aufhebung wurde eine Neueinführung im Rahmen einer Reform der Grundsteuer diskutiert.

## Allgemeines

### Zur Grundsteuer in Deutschland
Man unterscheidet in Deutschland zwischen Grundsteuer A (agrarisch – für Grundstücke der Land- und Forstwirtschaft) und Grundsteuer B (baulich – für bebaute oder bebaubare Grundstücke und Gebäude). Berechnungsgrundlage der Grundsteuer ist der vom Finanzamt festgestellte Einheitswert. Dieser liegt bei unbebauten Grundstücken signifikant niedriger als bei bebauten Grundstücken.

### Die Situation vor Einführung der Baulandsteuer
In der Zeit des Nationalsozialismus wurde 1935 ein Lohn- und Preisstopp eingeführt. Hierdurch kam es zu einer zurückgestauten Inflation. Nach dem Zweiten Weltkrieg wurde in Westdeutschland die Soziale Marktwirtschaft eingeführt. Kern dieser Politik war die Freigabe von Löhnen und Preisen. Ausgenommen blieben jedoch die Preise für unbebaute Grundstücke. Diese unterlagen weiter den Preisstoppvorschriften von 1935. Da das Wirtschaftswunder zu einer starken Neubautätigkeit geführt hatte, führte der Preisstopp zu einem Schwarzmarkt bei Bauland. Eigentümer von Bauland verlangten und erhielten einen illegalen Zuschlag auf den offiziellen Kaufpreis.
Mit der Verabschiedung des Bundesbaugesetzes (BBauG) durch den Bundestag am 23. Juni 1960 sollte auch die Preisbindung der unbebauten Grundstücke fallen (dies wurde am 29. Oktober 1960 mit der Grundstücks-Preisstopp-Aufhebungs-Verordnung umgesetzt). Die allgemeine Erwartung war, dass mit dieser Preisfreigabe eine schlagartige Erhöhung der Grundstückspreise in Richtung der Schwarzmarktpreise erfolgen würde. Um dies abzumildern wurden gemäß einem Gutachten des „Wissenschaftlichen Beirats für Fragen der Bodenbewertung beim Bundesministerium für Wohnungsbau“ eine Reihe von Maßnahmen getroffen. Die neu geschaffenen Gutachterausschüsse sollten Transparenz über die tatsächlich gezahlten Bodenpreise schaffen, die Erschließungsbeiträge bei der Erschließung und nicht erst beim Bau erhoben werden, das Vorkaufsrecht der Gemeinden wurde gestärkt und eben die Grundsteuer C eingeführt.

## Die Baulandsteuer der 1960er Jahre
Im Jahr 1960 wurde die Baulandsteuer in Deutschland eingeführt. Die Regelungen wurden in § 172 Bundesbaugesetz (BBauG) und §§ 12a bis 12c, 21 Abs. 3 GrStG a.F. umgesetzt.
Durch die progressiv gestaffelte Erhöhung der Grundsteuer sollte der Neigung nichtbauwilliger Grundstückseigentümer, den baureifen Boden in der Hoffnung auf spätere Preissteigerungen vom Markt zurückzuhalten, entgegengewirkt und damit eine künstliche Verknappung des Angebots beseitigt werden.
Die Baulandsteuer bezog sich auf baureife Grundstücke. Für diese wurde die Steuermesszahl für unbebaute Grundstücke, die damals 5 Promille betrug, progressiv gestaffelt erhöht. Die erhöhte Steuermesszahl betrug ab dem 1. Januar 1961 für unbebaute baureife Grundstücke 20 Promille. Nach zwei Kalenderjahren stieg sie auf 25 Promille und nach zwei weiteren Kalenderjahren auf 30 Promille. Die Kommunen legten für die Baulandsteuer einen besonderen, von den übrigen Hebesätzen abweichenden Hebesatz (Grundsteuer C) fest. Wurde das Grundstück bebaut, so wurde die Grundsteuer rückwirkend entsprechend Grundsteuer B neu berechnet und die zusätzliche Steuer zurückgezahlt.
Die Steuer war von Anfang an umstritten. Aufgrund der geringen Höhe wurde die Lenkungswirkung bestritten, die umfangreichen Ausnahmen (so waren baureife landwirtschaftliche und gewerbliche Flächen ausgenommen) und die Möglichkeit der Obstruktion durch die Gemeinden über die Festlegung eines niedrigen Hebesatzes sei geeignet, die Steuer scheitern zu lassen. Auch der Bund der Steuerzahler Deutschland sprach sich gegen die Steuer aus.
Am 24. Februar 1963 stellte die FDP-Fraktion im Bundestag einen Antrag auf Abschaffung der Grundsteuer C. Am 10. Juni 1964 schaffte der Deutsche Bundestag mit dem „Gesetz zur Änderung grundsteuerlicher Vorschriften“ die Steuer ab. Der Grund war, dass die erhoffte Wirkung einer Erhöhung des Grundstücksangebotes nicht erfüllt hatte. Die Baulandsteuer wurde rückwirkend ab dem 1. Januar 1963 wieder aufgehoben, so dass die Erhebung der Baulandsteuer nur für die Jahre 1961 und 1962 erfolgte.
Die Baulandsteuer wurde vom Bundesfinanzhof mit Urteil vom 19. April 1968 für verfassungsgemäß gehalten.

## Diskussion über eine Neueinführung

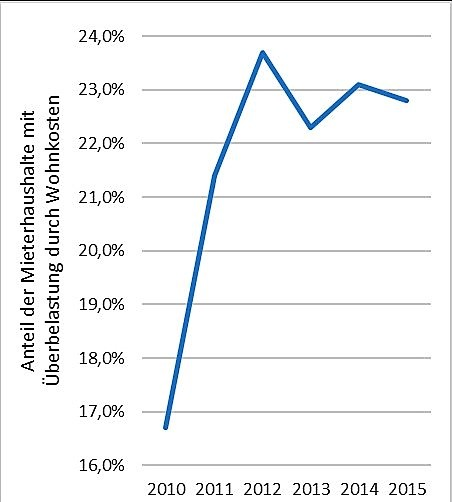
Anteil der Mieterhaushalte aus dem freien Wohnungsmarkt mit einer Überbelastung durch alle das Wohnen betreffende Kosten (Miete, Heizkosten etc.). Eine Überbelastung liegt vor, wenn die Wohnkosten höher als 40 % des verfügbaren Haushaltseinkommens sind. Diese Kennzahl entspricht dem Eurostat-Indikator "Housing cost overburden rate".

Nachdem Immobilienpreise und Mieten 20 Jahre lang langsamer stiegen als die Inflationsrate, erhöhten sie sich in den 2010er Jahren überdurchschnittlich. Unter anderem bedingt durch die Flüchtlingskrise in Deutschland ab 2015 und zunehmende „Landflucht“ stieg die Zahl der Wohnungssuchenden stark an, die Nullzinspolitik der Europäischen Zentralbank führte zu einem starken Anstieg der Mietrenditen. Seit Mitte der 2010er Jahre stiegen Mieten und Kaufpreise in einem Maße, dass sogar über eine beginnende Immobilienblase diskutiert wurde.
Viele unbebaute Grundstücke liegen trotz Wohnungsnot und Grundstücksmangel oft Jahrzehnte brach. Die Besitzer wollen weder selbst bebauen noch verkaufen, da sie in über 60 % der Fälle den Baugrund für spätere Generationen zurückhalten und in etwa einem Drittel der Fälle auf Grundstücksspekulationen setzen.
Vor diesem Hintergrund wird seit 2016 die Wiedereinführung einer Grundsteuer C diskutiert. Die Grundsteuer C soll den Kommunen die Möglichkeit geben, auf diese Grundstücke eine höhere Grundsteuer C zu erheben. Dadurch soll ein Prozess in Gang gebracht werden, der die Verfügbarkeit der betreffenden Grundstücke erhöht.
Gemäß einem Bericht des Tagesspiegels vom 15. April 2016 forderte der Berliner Bausenator Andreas Geisel (SPD) die Wiedereinführung der Grundsteuer C. Die Grünen in Baden-Württemberg griffen diese Forderung 2016 auf.
Ab 2025 haben Kommunen die Möglichkeit, für baureife Grundstücke einen gesonderten Grundsteuer-Hebesatz zu bestimmen. Im Jahr 2021 wurde in zahlreichen Regionen Deutschlands über die Einführung einer Grundsteuer C diskutiert.
Stand Herbst 2023 wird es nur den Gemeinden im Freistaat Bayern nicht möglich sein, eine Grundsteuer C einzuheben, weil diese in der Landesgesetzgebung nicht vorgesehen ist. In den anderen Bundesländern muss der Erhebung der Grundsteuer C eine städtebauliche Verfügung vorgeschaltet werden, in der die Gemeinde ihre Erwägungen für die Erhebung der Grundsteuer C begründet und veröffentlicht. Für die Grundsteuer C kann die Gemeinde dann einen besonderen Hebesatz festlegen, dessen Höhe im Bundesmodell der neuen Grundbesteuerung nicht durch eine gesetzliche Regelung nach oben begrenzt ist. Entsprechend haben die Kommunen beim Festsetzen des Hebesatzes einen weiten, kommunalpolitischen Ermessenspielraum, der allein durch das Willkürverbot begrenzt ist.